# Onobrychis

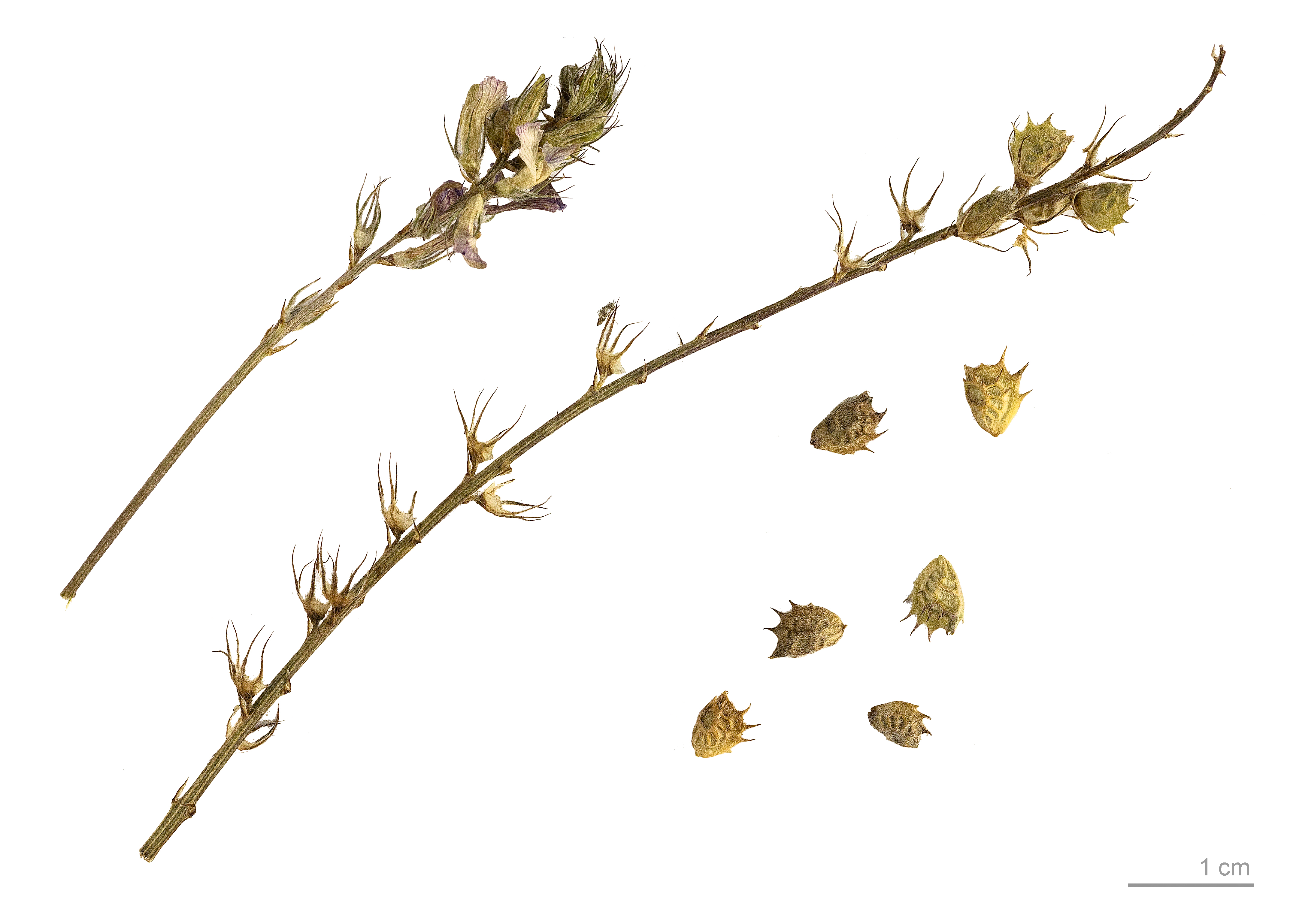
Onobrychis argentea

Onobrychis es un género de hierbas perennes de la familia de las fabáceas,  originarias de Eurasia, se encuentra naturalizado prácticamente en toda Europa, Norteamérica, Australia y Nueva Zelanda, en la península ibérica su presencia abarca casi todo el territorio. Comprende 390 especies descritas y de estas, solo 150 aceptadas. En lengua castellana se llama esparceta o pipirigallo.
Su hábitat está constituido por pastizales, tierras de labor y cunetas de caminos.

## Características
Pueden alcanzar los 80 cm de altura. De hojas pinnadas, alternas entre oblongas y lineales y de 6 a 14 pares en cada tallo. Las flores son de color rosa pálido, con vainas cimbradas. Florecen de primavera a otoño. Poseen una raíz principal muy profunda por lo que son altamente resistentes a la sequía, aunque no soportan bien el apacentamiento y tienen una pobre persistencia.

## Usos
Se utilizan como forrajeras por su alto poder nutritivo. Son plantas ricas en taninos, los cuales protegen las proteínas de la hidrólisis en el rumen de los animales permitiendo su absorción en el abomaso.
Las especies de Onobrychis son alimento habitual de las larvas de algunas especies de lepidópteros, como Coleophora colutella.

## Taxonomía
El género fue descrito por Philip Miller y publicado en The Gardeners Dictionary...Abridged...fourth edition vol. 2:. 1754.
Etimología
Onobrychis: nombre genérico que se compone de dos términos griegos: όνος (onos), = burro  y "βρύκω" (brýko), que significa comer con avidez, al referirse a la capacidad de atracción de los burros por esta planta.

## Especies seleccionadas
- Onobrychis argentea
- Onobrychis hispanica
- Onobrychis montana
- Onobrychis pyrenaica
- Onobrychis sativa
- Onobrychis saxatilis
- Onobrychis sennenii
- Onobrychis supina
- Onobrychis viciifolia